# Ludmila Ferber
Ludmila Múrias Ferber (Rio de Janeiro, 8 de agosto de 1965 – São Paulo, 26 de janeiro de 2022) foi uma cantora, compositora e musicista brasileira de música cristã contemporânea de origem judaica.
Ficou conhecida, inicialmente, como integrante do grupo Koinonya, do qual fez parte entre 1992 a 1999, ao lado de músicos como Bené Gomes, Kleber Lucas e Alda Célia. Paralelamente a banda, iniciou carreira solo em 1996 e, desde então, tornou-se uma artista solo de notoriedade no cenário evangélico, sendo intérprete e compositora de canções como "Os Sonhos de Deus", "Ouço Deus Me Chamar" e "Nunca Pare de Lutar". Seu trabalho mais recente é "Um Novo Começo", lançado em 2019.
Ao longo da carreira, Ludmila foi indicada e vencedora em várias categorias no Troféu Talento e recebeu indicações ao Troféu Promessas. Além disso, teve suas músicas regravadas por vários artistas.

## Biografia
A cantora é descendente de judeus russos, espanhóis e portugueses. Se tornou evangélica após seu pai, chamado Yunyi Ferber, ser curado de câncer no estômago.
Ludmila começou sua carreira musical no bairro de Botafogo, no Rio de Janeiro, em uma igreja local onde participava do louvor. Em dezembro de 1987 casou-se com José Antônio Lino e, em 1992, Ludmila Ferber e seu marido mudaram-se do Rio de Janeiro para Goiânia, quando passou a fazer parte do Koinonya. Mais tarde, para acompanhar o grupo, trocaram Goiânia por Brasília, cidade onde Ludmila Ferber iniciou seu ministério pastoral.
Em 1996, lançou seu primeiro CD solo, intitulado Marcas e a partir deste lançamento sua carreira se consolidou alcançando prestígio no público evangélico brasileiro, entre eles duas séries, Adoração Profética e Para Orar e Adorar, que saíram ao longo da década de 2000 com músicas como "Os Sonhos de Deus", "Nunca Pare de Lutar", "Aguenta Firme", "Ouço Deus Me Chamar" e "A Doçura do Teu Falar".
Ludmila Ferber também já havia participado da gravação de vários outros CDs, como da Comunidade Evangélica de Vila da Penha e também da grupo Koinonya.
Em 2007, a cantora participou da série Minhas Canções, no álbum Minhas Canções na Voz dos Melhores Vol. 3, cantando a música Eu Te Escolhi como Vaso de Honra, composta por R. R. Soares e lançado pela Graça Music.
Em 2011, Ludmila Ferber lançou o disco O Poder da Aliança pela gravadora Som Livre, que trouxe participações de cantores conhecidos no cenário gospel brasileiro como Fernandinho, Ana Paula Valadão e Alda Célia, além de ter participado do Festival Promessas no mesmo ano.
Em 2018, a cantora assinou contrato artístico com a gravadora Sony Music Brasil.

## Morte
Ludmila morreu em São Paulo, em 26 de janeiro de 2022, aos 56 anos, em decorrência de um câncer de pulmão diagnosticado em 2018. Seu corpo foi sepultado na tarde do dia 27 de janeiro, no Cemitério Memorial do Carmo, no Rio de Janeiro.

## Discografia
Álbuns de estúdio
- 1996: Marcas
- 1998: O Verdadeiro Amor
- 2000: Deus é Bom Demais
- 2001: O Coração de quem Adora
- 2002: O Segredo de ser Feliz
- 2004: Ouço Deus me Chamar
- 2005: 24 Horas por Dia
- 2006: Ainda é Tempo
- 2008: Cantarei para Sempre
- 2009: A Esperança Vive
- 2013: Pra Me Alegrar
- 2020: Um Novo Começo

Álbuns ao vivo
- 2001: Os Sonhos de Deus
- 2002: Unção sem Limites
- 2003: Tempo de Cura
- 2004: Uma História, Uma Estrada, Uma Vida
- 2005: Nunca Pare de Lutar
- 2007: Coragem
- 2007: Pérolas da Adoração
- 2011: O Poder da Aliança
- 2022: Adoração Profética

Compilações
- 2007: Melodias Inesquecíveis
- 2010: Canções Inesquecíveis

Infantis
- 2005: Meu Amigão do Peito

### Com oKoinonya
- 1992: Tempos de Visitação
- 1992: Ao Criador dos Céus
- 1994: Filho do Homem
- 1994: O Melhor da Adoração
- 1995: Maravilhoso És
- 1996: Vem, Espírito Santo
- 1997: Celebrando a Vitória
- 1999: O Ano da Graça

## Livros
- 2012: Nunca Pare de Lutar

## Programas de Televisão
Rede Super
- 2007 - 2010: Nunca Pare de Lutar

Você Adora
- 2012: Cozinhando com a Pastora Ludmila Ferber

## Indicações e prêmios

### Troféu Talento
Prêmios e indicações ao Troféu Talento:
| Ano  | Categoria               | Indicado                            | Resultado |
| ---- | ----------------------- | ----------------------------------- | --------- |
| 2004 | Álbum do ano            | Tempo de Cura                       | Indicado  |
| 2004 | Álbum adoração e louvor | Tempo de Cura                       | Indicado  |
| 2004 | Álbum ao vivo           | Tempo de Cura                       | Indicado  |
| 2004 | Destaque do ano         | Ludmila Ferber                      | Indicado  |
| 2004 | Cantora do ano          | Ludmila Ferber                      | Venceu    |
| 2004 | Compositor              | Ludmila Ferber                      | Indicado  |
| 2005 | Música do Ano           | "Ouço Deus me Chamar"               | Indicado  |
| 2005 | Intérprete feminino     | Ludmila Ferber                      | Indicado  |
| 2005 | Cantora do ano          | Ludmila Ferber                      | Indicado  |
| 2005 | Compositor              | Ludmila Ferber                      | Indicado  |
| 2005 | Website                 | Ludmila Ferber                      | Venceu    |
| 2005 | Regravação              | "Maior é Jesus"                     | Venceu    |
| 2005 | Coletânea               | Uma História, Uma Estrada, Uma Vida | Indicado  |
| 2005 | Álbum adoração e louvor | Ouço Deus me Chamar                 | Indicado  |
| 2005 | Álbum do ano            | Ouço Deus me Chamar                 | Indicado  |
| 2006 | Música do Ano           | "Nunca Pare de Lutar"               | Indicado  |
| 2006 | Arranjo                 | "Nunca Pare de Lutar"               | Indicado  |
| 2006 | Álbum do ano            | Nunca Pare de Lutar                 | Indicado  |
| 2006 | Álbum adoração e louvor | Nunca Pare de Lutar                 | Indicado  |
| 2006 | Álbum ao vivo           | Nunca Pare de Lutar                 | Indicado  |
| 2006 | Compositor              | Ludmila Ferber                      | Indicado  |
| 2006 | Intérprete feminino     | Ludmila Ferber                      | Indicado  |
| 2006 | Dueto                   | "Vou Continuar" (Mara Maravilha)    | Venceu    |
| 2007 | Intérprete feminino     | Ludmila Ferber                      | Venceu    |
| 2007 | Álbum infantil          | Meu Amigão do Peito                 | Indicado  |
| 2008 | Álbum instrumental      | Melodias Inesquecíveis              | Indicado  |
| 2008 | DVD                     | Coragem                             | Indicado  |
| 2008 | Álbum ao vivo           | Coragem                             | Indicado  |
| 2008 | Intérprete feminino     | Ludmila Ferber                      | Indicado  |